# Gino Valle
Gino Valle (Udine, 7 dicembre 1923 – Udine, 30 settembre 2003) è stato un architetto e designer italiano.

## Biografia

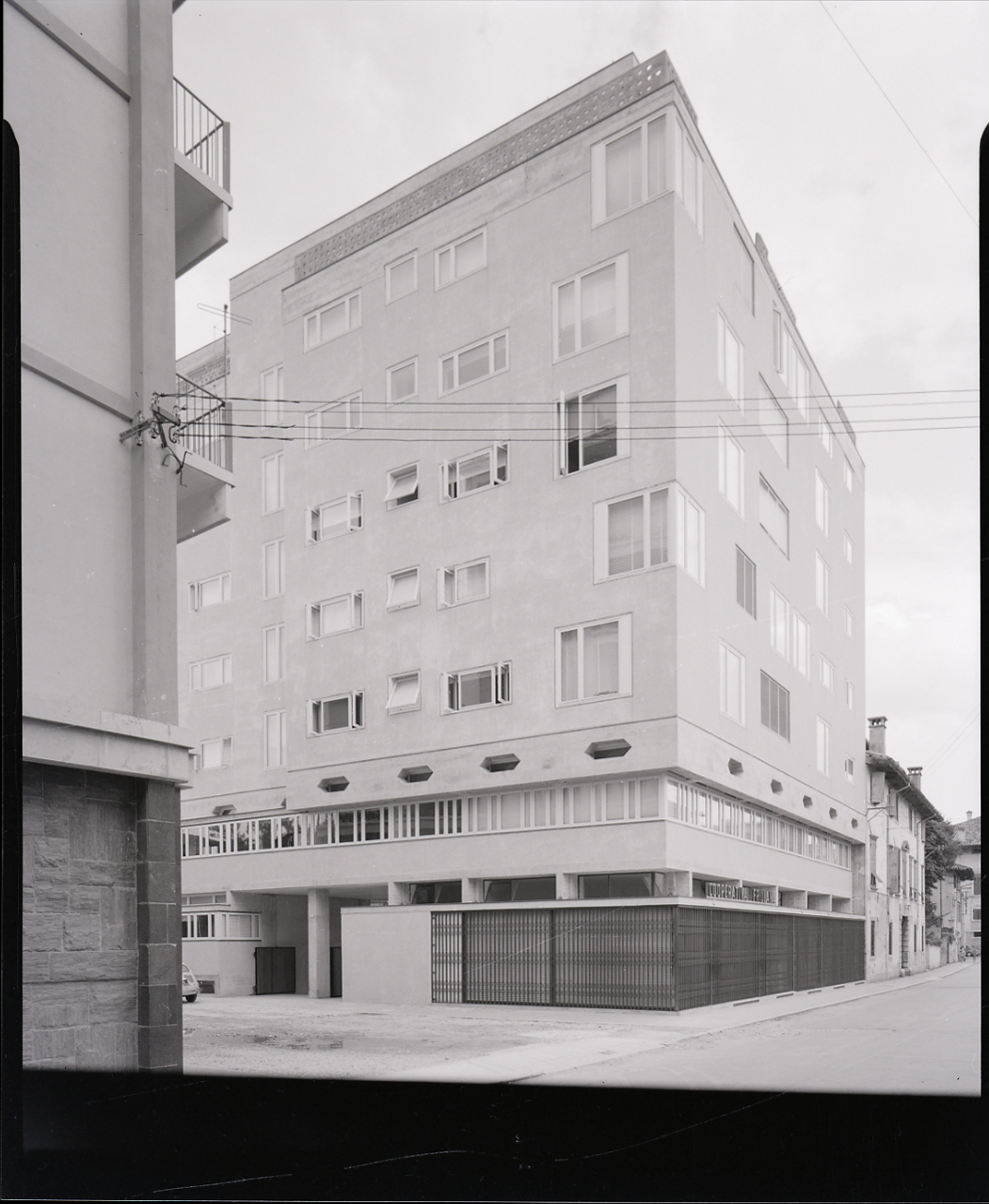
Condominio Marinoni, via Marinoni 17-21, Udine (1958-60; con Firmino Toso). Foto di Paolo Monti, 1960

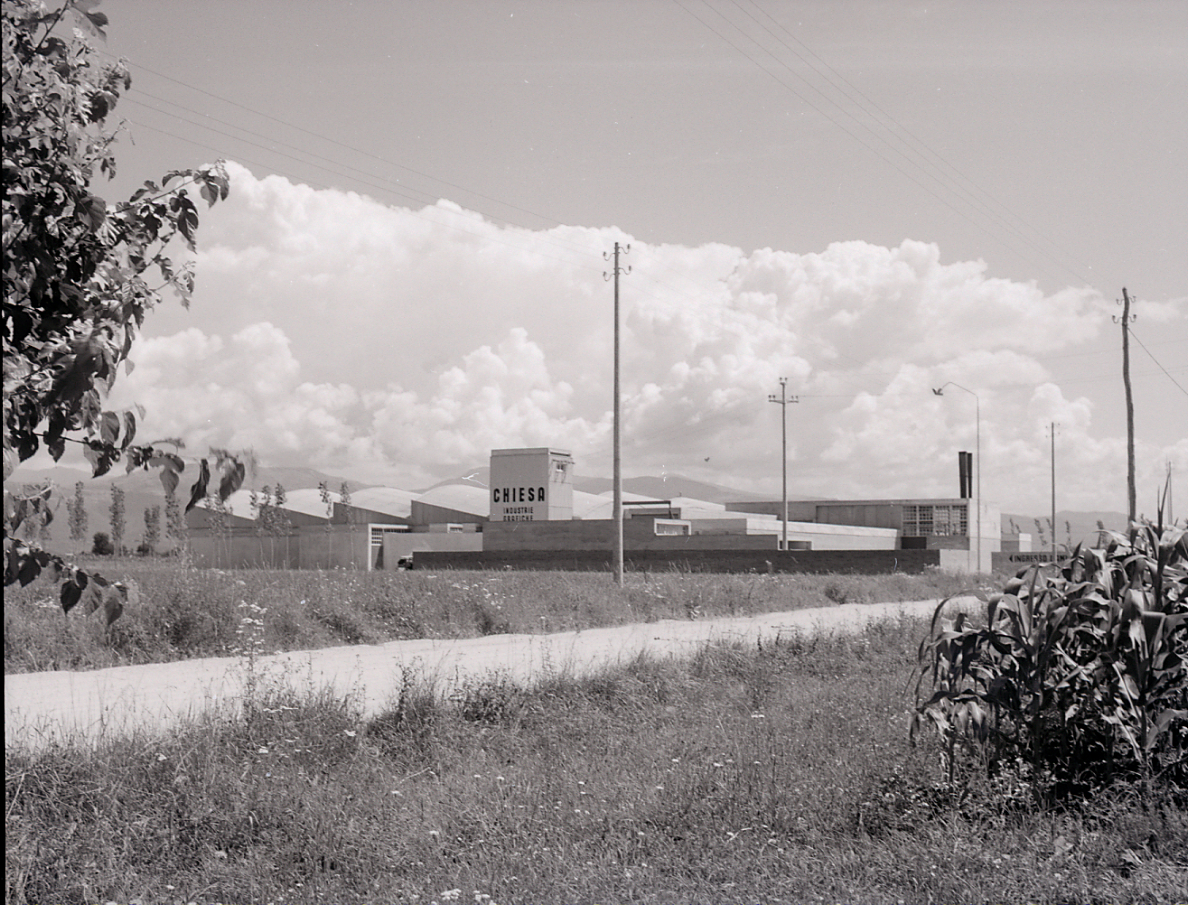
Stabilimento arti grafiche Chiesa in località Molin Nuovo, Udine (1959). Foto di Paolo Monti, 1960

Gino è figlio di Provino Valle, noto architetto udinese, e fratello di Lella Vignelli, moglie del noto designer Massimo Vignelli. La prima esperienza artistica non è legata alla pratica architettonica, bensì a quella pittorica: nel 1943 due sue opere sono infatti selezionate per il premio di Bergamo.
Durante la seconda guerra mondiale viene fatto prigioniero e internato in un campo di smistamento in Germania. Durante la sua prigionia lavora in una fabbrica di cingoli armati. Frequenta l'Istituto Universitario di Architettura di Venezia dove si laurea nel 1948.
Inizia proprio nello stesso anno l'attività professionale nello studio del padre Provino Valle a Udine. In seguito si unisce allo studio anche la sorella di Gino, Nani Valle. Ottiene numerose borse di studio all'estero tra cui la Fullbright presso la Harvard Graduate School of Design nel 1951.
La prima esperienza di docenza è presso la scuola internazionale del CIAM, dove insegna dal 1952 al 1954. È professore all'Istituto Universitario di Architettura di Venezia dal 1954 al 2001, occupando negli anni la cattedra dei corsi di Applicazione di geometria, Elementi di composizione e Composizione IV.
Durante la sua lunga carriera professionale ha collaborato con Zanussi, per la quale disegna il frigorifero piatto, e con Solari, per la quale ha progettato orologi e datari a cifra (con Cifra 5 si è aggiudicato il Compasso d'Oro del 1956), nonché il sistema di teleindicatori per aeroporti e stazioni vincitore del medesimo premio nel 1962.
Cifra 3, orologio a cifre con meccanismo a rulli con palette simile al Cifra 5, è uno storico oggetto di arredamento del XX secolo, esposto anche al Museum of Modern Art di New York.
Dopo la sua morte l'attività del suo studio è continuata dallo Studio Valle Architetti Associati, con sedi a Udine e a Milano, diretto dalla moglie Piera Ricci Menichetti e dal figlio Pietro Valle.

## Riconoscimenti
- 1956 Premio Compasso d'Oro per l'orologio Cifra 5 disegnato con Nani Valle, John Myer e Michele Provinciali, produzione Solari & C S.p.a.
- 1962 Premio Compasso d'Oro per i teleindicatori alfanumerici, produzione Solari & C S.p.a.
- 1975 Accademico nazionale di S. Luca
- 1988 Premio Antonio Feltrinelli per l'Architettura conferito dall'Accademia dei Lincei[2]
- 1995 Compasso d'oro alla carriera
- 2002 Medaglia d'Argento ai Benemeriti della Scuola della cultura e dell'arte

## Opere

### Architettura
- 1951 Casa Ghetti a Udine

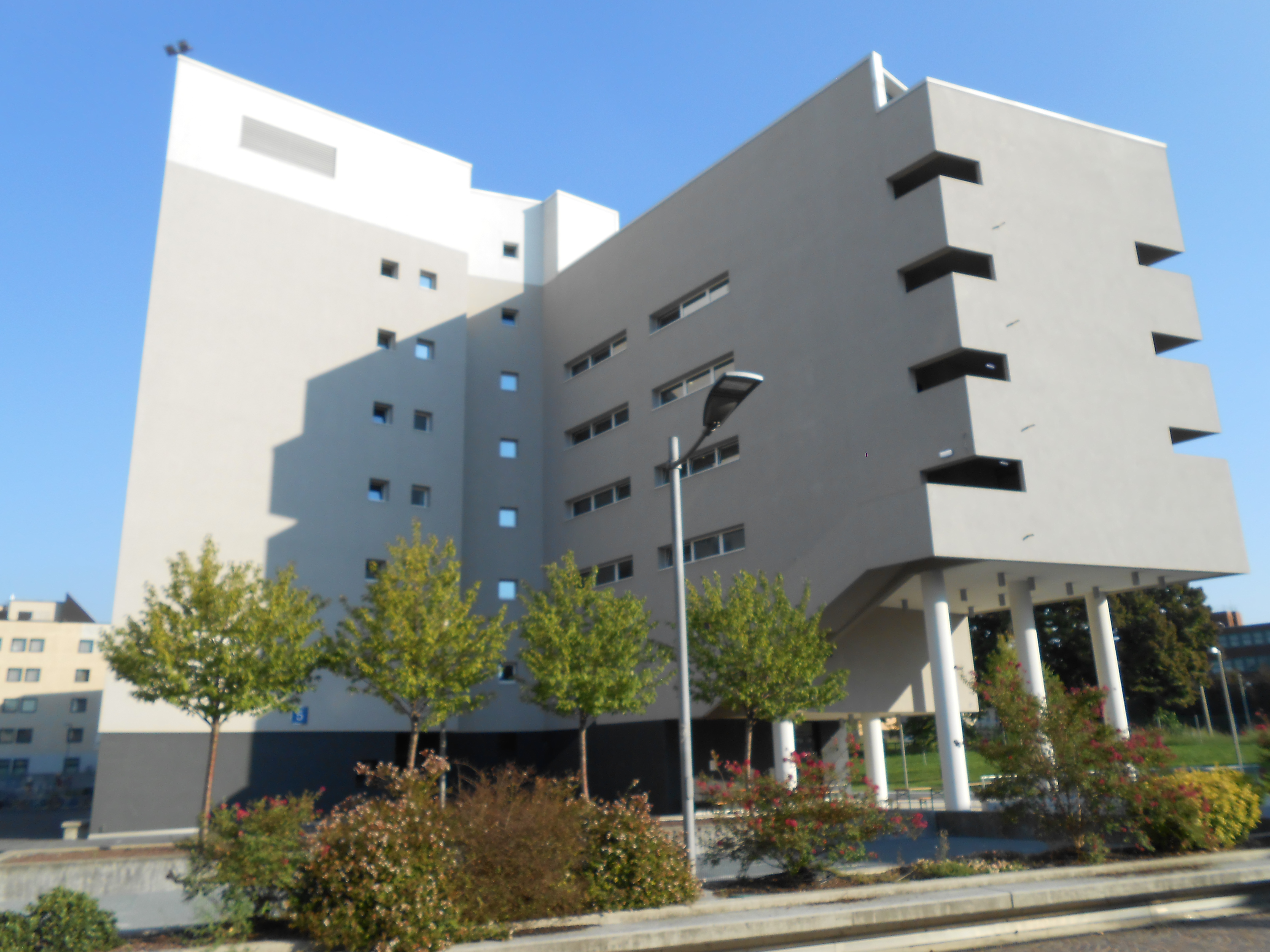
Cittadella dello studente, Padova

- 1953 Casa Migotto a Pasian di Prato (Udine).
  - Cassa di Risparmio di Udine
  - Casa Quaglia a Sutrio
  - 1954 Sede Cassa di Risparmio di Latisana (Latisana)
  - 1955 Ospedale civile a Portogruaro
- 1956 Casa Bellini a Udine
- Municipio di Treppo Carnico
- 1957 Scuole a Sutrio
- 1957 Torre Vriz (Grattacielo Vriz) a Trieste
- 1958- 1960: Condominio in via Marinoni, Udine (con Firmino Toso)[1]
- 1959 Stabilimento arti grafiche Chiesa a Molin Nuovo
- 1959 Monumento alla resistenza a Udine
  - Uffici Zanussi a Porcia (PN)
- 1961 Fabbrica ceramiche Scala a Pordenone
- 1962 Terme di Arta Terme
  - Stabilimento prefabbricati Sirpe a Tavagnacco
  - 1963 Filiale tipo industrie Rex, Zanussi.
  - Casa Renato Romanelli a Udine.
  - Ampliamento e ristrutturazione casa Chiesa a Udine
  - Edificio commerciale in via Mercatovecchio a Udine
  - 1965 Casa Manzano a Udine.
- 1967 Azienda agricola Pighin a Risano.
  - Sede del giornale 'Messaggero Veneto' a Udine
- 1970 Edificio commerciale e per abitazioni INA a Udine
- 1971 Centro elettrocontabile Zanussi a Pordenone.
- 1972 Centro direzionale Galvani a Pordenone
- 1973 Uffici e Stabilimento della Fantoni Arredamenti ad Osoppo (UD)
  - Municipio di Fontanafredda
- 1974 Sistema di scuole prefabbricate in Valdadige
- 1975 Municipio di Sutrio
  - Il Kursaal di Arta Terme
- 1976 Edificio per 100 alloggi IACP a Udine
- 1977 Centro direzionale "Galvani" a Pordenone
  - Quartiere residenziale a S. Stefano di Buia
  - Restauro di palazzo Besana per la Banca Commerciale Italiana a Milano
- 1980 IBM Italia Distribution Center a Basiano (MI)
  - Complesso di abitazioni popolari alla Giudecca (quartiere IACP)
- 1981 Sede della Banca Commerciale Italiana a New York
- 1982 Cassa rurale a Schio
- 1983 Scuola elementare Blocco 606 a Berlino
- 1984 Complesso di uffici e albergo a la Défense di Parigi
- Palazzo di Giustizia a Padova
- 1985 Progetto Bicocca a Milano
  - Palazzo uffici Olivetti a Ivrea
  - Ristrutturazione di Palazzo Florio per l'Università di Udine
- 1986 Palazzo di Giustizia a Brescia
- 1987 Ristrutturazione Torre Alitalia in sede IBM all'EUR di Roma (ora Palazzo INAIL)
- 1991 Nuova sede della Deutsche Bank alla Bicocca
  - Piano particolareggiato dell'area La Bufalotta a Roma
- 1995 Ristrutturazione della Torre Alitalia all'EUR
  - Stabilimenti Fantoni a Osoppo
  - Stabilimento Eco Refrigerazione a Pocenia
  - Facoltà di Psicologia Due a Padova
  - Uffici della Société Générale a Parigi
  - Uffici Lafarge ad Avignone
- 1996 Ristrutturazione totale del Teatro Olympia a Parigi
- 2001 Piano particolareggiato dell'area Portello a Milano
  - Teatro Comunale di Vicenza (conclusione postuma nel 2007)
  - Cittadella Universitaria di Padova (Centro Linguistico, Casa dello Studente e Centro Congressi).
  - Il cinema 'Pasolini' di Cervignano del Friuli e la tomba dello scrittore a Casarsa della Delizia

### Design

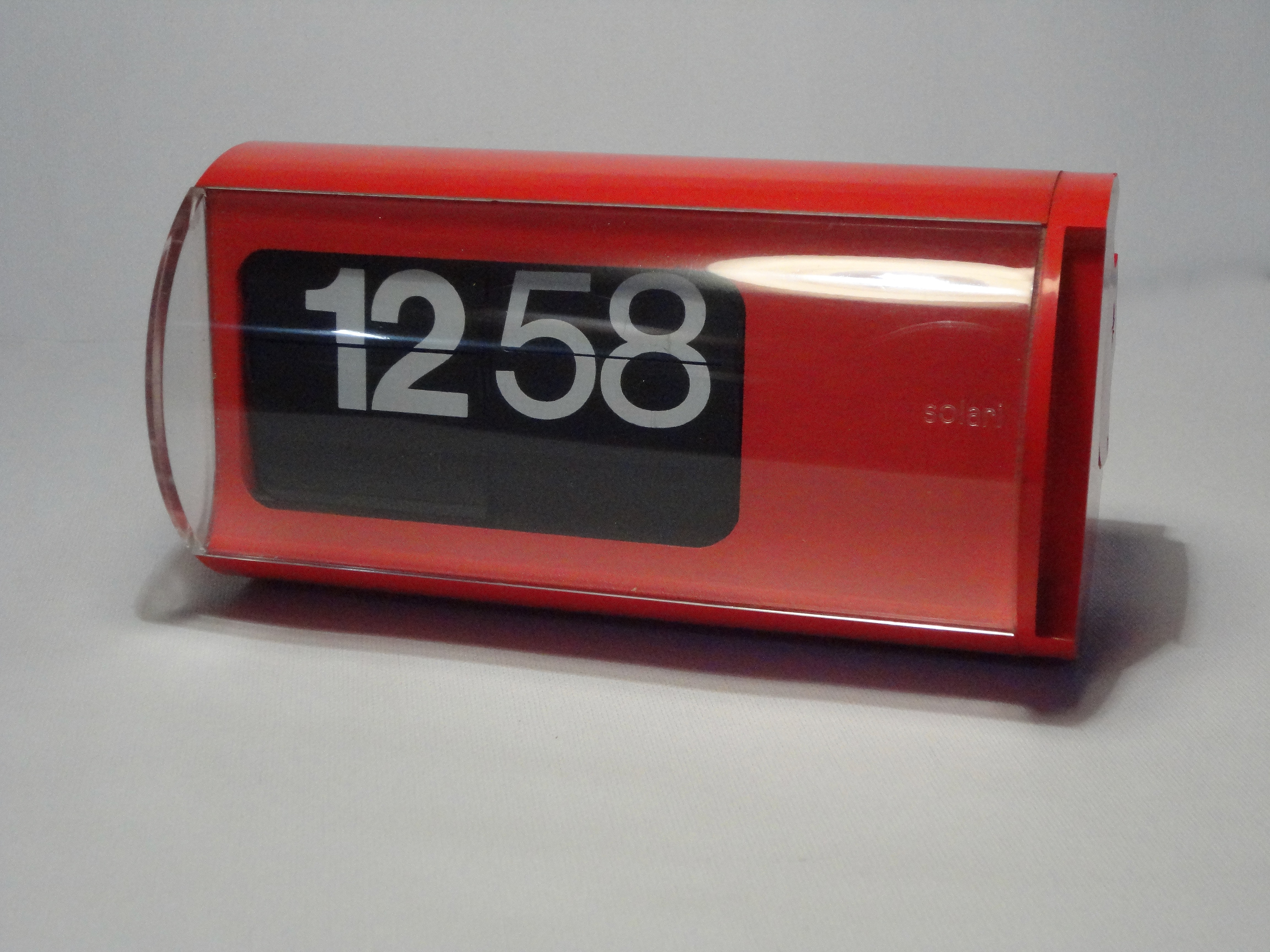
Orologio Solari Cifra 3

- 1952 Macchina per caffè LaSanMarco Mod S.M.T./250 soprannominata "Disco Volante",produzione Officine Romanut
- 1956 orologio Cifra 5 disegnato con Nani Valle, John Myer e Michele Provinciali, produzione Solari & C S.p.a.
- 1962 teleindicatori alfanumerici, produzione Solari & C S.p.a.
- 1962 indicatore per benzina Bomelco, produzione Solari
- 1967 immagine coordinata del gruppo La Rinascente - Upim, con Tomás Maldonado